# Restio confusus
Restio confusus är en gräsväxtart som beskrevs av Neville Stuart Pillans. Restio confusus ingår i släktet Restio och familjen Restionaceae. Inga underarter finns listade i Catalogue of Life.